# Kagosima
Kagosima (鹿児島市; Hepburn: Kagoshima-shi) Japán Kjúsú szigetén található, Kagosima prefektúra székhelye és legnépesebb városa.
Területe csaknem megduplázódott, amikor 2004. január 1-jén hozzácsatoltak öt szomszédos várost.

## Népesség
| Lakosok száma | 605 846 | 599 814 | 594 258 | 593 754 |
|               | 2010    | 2015    | 2020    | 2021    |

## Fordítás
- Ez a szócikk részben vagy egészben a Kagoshima című angol Wikipédia-szócikk ezen változatának fordításán alapul.  Az eredeti cikk szerkesztőit annak laptörténete sorolja fel. Ez a jelzés csupán a megfogalmazás eredetét és a szerzői jogokat jelzi, nem szolgál a cikkben szereplő információk forrásmegjelöléseként.